# Španski lazar
Španski lazar (znanstveno ime Arion vulgaris je vrsta polžev lazarjev, ki je uvrščena med 100 najhujših tujerodnih invazivnih vrst na evropskem seznamu tujerodnih in invazivnih vrst (DAISIE - Delivering Alien Invasive Species Inventories for Europe).

## Opis
Odrasli španski lazarji dosežejo dolžino med 80 in 120 mm. So vsejedi in se prehranjujejo s širokim izborom zelenih rastlin, z razpadajočimi organskimi snovmi, pa tudi z mesom živalskih trupel. Kjer se pojavijo v večjem številu postanejo resen škodljivec.
Njegov prvoten habitat je Iberski polotok, kasneje pa so ga v osrednjo oziroma zahodno Evropo in Slovenijo zanesli z rastlinami in prstjo. V Sloveniji so polža prvič opazili v začetku osemdesetih let 20. stoletja, leta 1998 pa so tega polža odkrili tudi v ZDA.
V Sloveniji je edini naravni sovražnik španskega lazarja polž črvasti golač, ki se hrani z jajčeci drugih polžev, vendar pa je v Sloveniji razširjen le v Prekmurju.

## Opis vrste
Leta 1956 so o invazivnem pojavljanju španskega lazarja prvič poročali iz Francije. Takrat pa so ga napačno določili za Arion lusitanicus (Mabille, 1868), Takrat so domnevali, da se razširja predvsem s transportom zelenjave, kar pa se je kasneje izkazalo za napačno. Kasneje se je izkazalo tudi, da je Arion lusitanicus ozko razširjena endemična vrsta, ki je razširjena v gorovju Serra da Arrábida južno od Lizbone na Portugalskem.  Znanstveniki so naknadno ugotovili, da se vrsti Arion vulgaris in Arion lusitanicus razlikujeta po anatomskih značilnostih, obliki spermatofora in številu kromosomov.